# Aldo Tambellini
Aldo Tambellini (Syracuse, 29 aprile 1930 – Cambridge, 12 novembre 2020) è stato un artista italiano-statunitense.
Filmmaker sperimentale, videoartista e poeta, esponente di spicco della scena artistica underground statunitense a cavallo tra gli anni sessanta e settanta, era considerato uno dei pionieri dell'intermedialità e del video d'artista.
Esordisce nell'ambito dell'Expanded Cinema creando ambienti immersivi e multimediali per sperimentare poi nel corso della propria carriera le potenzialità espressive del cinema e dell'immagine elettronica.
Nella sua ricerca visiva declina la matrice astrattista verso una profonda sensibilità per l'attualità dei temi politici e sociali e dai loro riflessi nella quotidianità mediatica: la guerra del Vietnam, l'assassinio di Robert Kennedy, la condizione dei neri, le lotte per i diritti civili.
I suoi interventi sulla pellicola cinematografica (con agenti chimici, inchiostro, graffiature)
formano un universo visuale astratto ed aggressivo centrato sul nero, nella sua qualità di non-colore capace di esprimere totalità cosmica, in cui l'astrazione turbolenta si alterna spesso all'utilizzo del found footage: film commerciali, telegiornali e programmi televisivi.
Un forte interesse per le possibilità utopico-espressive aperte dall'era elettronica, allora ai suoi albori, lo porta ad esplorare e manipolare le nuove tecnologie video. I suoi Black Video 1 e 2 e Blackspyral figurano tra i primi esempi di immagini video autoreferenziali, generate direttamente attraverso interferenze con la struttura del mezzo.
Dalla fine degli anni '80 si è dedicato incessantemente all'attività poetica, componendo testi incentrati su temi sociali e politici, e pubblicati in numerosi volumi.
Dal 2010, grazie alla collaborazione con gli artisti e curatori italiani Pia Bolognesi e Giulio Bursi , Tambellini ha iniziato una nuova fase della sua carriera, con la produzione di opere multimediali su grande scala come Retracing Black  (Tate Modern, 2012),  (Biennale di Venezia, Padiglione Italia, 2015) e  (ZKM, 2017), ricevendo un unanime riconoscimento internazionale.

## Biografia
Aldo Tambellini nasce nel 1930 a Syracuse (New York) da padre brasiliano e madre italiana.
A diciotto mesi viene portato a vivere a Lucca dove in seguito si iscrive all'Istituto d'Arte 'A. Passaglia'.
Durante la seconda guerra mondiale sopravvive miracolosamente ad un bombardamento dove muoiono ventuno suoi vicini di casa; evento che segna indelebilmente la sua vita e che si rifletterà profondamente sulla sua attività artistica.
Nel 1946 torna negli Stati Uniti per laurearsi all'università di Syracuse, dove diverrà ricercatore dal 1954 e dove inizia a lavorare assieme allo scultore Ivan Mastrovic.
Nell'estate del 1959 si trasferisce a New York nel Lower East Side dove è animatore del collettivo artistico underground "Group Center" che riunisce scultori, poeti, fotografi, musicisti, performers sulle basi di una ricerca estetica estranea alla scena artistica ufficiale.
Nel corso degli anni sessanta Aldo realizza le sue prime performance multimediali, le "Electromedia Performances", dove pittura, film, video, poesia, luci, danza, suoni e musica dal vivo si fondono in un ambiente totale.
A partire dal 1965 inizia a realizzare serie di Black Film Series dipingendo direttamente sui fotogrammi.
Nel 1966 fonda il Gate Theatre, nell'East Village; cinema newyorkese interamente dedicato al cinema di ricerca, ed inizia a realizzare i suoi primi lavori in video.
I suoi Black Video 1 e 2 e Blackspyral sono considerati tra i primi esempi di immagini video generate elettronicamente.
Nel 1967 inizia una collaborazione con l'artista cinetico Otto Piene assieme al quale fonda il teatro "Black Gate", ambiente allestito con telecamere monitor, luci, dove realizzano entrambi installazioni e performance live multimediali in cui il mixing viene controllato dagli artisti e dal pubblico stesso; l'anno successivo fondano assieme il "Black Gate Cologne"con sede a Colonia.
Nel 1968, con il lavoro in pellicola e videotape Black tv, ora al Museum of Modern Art di New York, vince nel 1969 il premio internazionale del festival del cinema di Oberhausen.
Partecipa alla prima trasmissione televisiva statunitense dedicata agli artisti "Medium is the Medium," sul canale WBGH di Boston.
Il videotape prodotto per il progetto include mille slide, sette proiettori in 16 mm, trenta bambini neri e tre telecamere tv che registrano in sovrimpressione l'interazione fra suono ed immagine.
Nel 1969 riceve numerosi riconoscimenti e realizza mostre sia negli Stati Uniti che in Europa Brasile e Giappone.
Nel 1973 realizza "6673" riutilizzando il suo secondo nastro Black Video 2 datato 1966 e manipolando test pattern ed altri segnali elettronici.
Dal 1974 al 1984 insegna presso il Massachusetts Institute of Technology (MIT) nel Center of Advanced Visual Studies.
Nel 1983 partecipa alla Biennale di San Paolo in Brasile.
Tambellini ha sempre alternato la ricerca visiva con la scrittura poetica. Le sue poesie, toccanti ed incisive testimonianze del proprio tempo di profondo stampo pacifista, sono state pubblicate in numerose riviste ed antologie e tradotte in russo, italiano.
Dal 1984 si è concentrato più intensamente su questa attività presentando i suoi componimenti nel corso retrospettive delle sue opere visive.
Nel 2004 ha prodotto il suo primo video digitale, Listen, proiettato per la prima volta all'"Howl Festival" di New York e quindi in numerosi festival internazionali statunitensi ed europei; l'opera è stata premiata al New England Experimental Film Festival del 2005, ed al Syracuse International Film Festival del 2006.
L'ultima fase della sua carriera (2010-2018) è stata caratterizza da un riconoscimento istituzionale internazionale, ad una nuova serie di produzioni e a una riscoperta critica dei suoi lavori, risultato della collaborazione con il due di artisti e curatori italiani Pia Bolognesi e Giulio Bursi (Atelier Impopulaire).
Attraverso una ripresa dei temi politici e sociali del periodo newyorkese e attraverso una rilettura critica dei lavori inediti della sua produzione degli anni '60 e '70, la collaborazione tra i tre artisti ha dato il via ad una serie di progetti di mostre e retrospettive in musei quali Tate Modern, MoMA NY, Centre Pompidou e Biennale di Venezia, congiuntamente a una nuova serie di lavori multimediali, pubblicazioni e performance.